# Mzoudia
Mzoudia, ou Lamzoudia (arabe : المزودية ; berbère : ⵍⵎⵥⵓⴷⵢⴰ) est une commune rurale marocaine de la province de Chichaoua (région de Marrakech-Safi). Selon le recensement de 1994 sa population est de 14 680 habitants et selon celui 2004 de 15 166 habitants. En 2014, sa population s'était élevée à 25 652 habitants.
La commune est traversée par la Route nationale 8 reliant Marrakech à Chichaoua. Elle abrite une importante cimenterie exploitée par le groupe Ciments du Maroc.